# Воловик Віктор Петрович
Віктор Петрович Волови́к (1 квітня 1924, Харків — 29 квітня 1994, Харків) — український скульптор і педагог; член Харківської організації Спілки радянських художників України з 1970 року.

## Біографія
Народився 1 квітня 1924 року в місті Харкові (нині Україна). Брав участь у німецько-радянській війні. Протягом 1947—1953 років навчався у Харківському художньому інституті, був учнем Адольфа Страхова, Василя Агібалова, Сергія Бесєдіна, Олексія Кокеля, Григорія Бондаренка, Йосипа Дайца. Дипломна робота — скульптурна фігура «Герой громадянської війни Микола Руднєв» (керівник Ірина Мельгунова).
Після закінчення навчання з 1953 року працював у Харківському художньому інституті; з 1963 року — у Харківському художньо-промисловому інституті, де протягом 1968—1984 років обіймав посаду завідувача кафедри скульптури, доцент з 1973 року. Серед учнів: Гавронський Володимир Павлович, Гурбанов Сейфаддін Алі-огли, Доненко Микола Миколайович, Дроздовський Петро Михайлович, Іванов Олег Дмитрович, Іллічов Олександр Миколайович, Мацкін Юрій Рувимович, Овчарук Олександр Іванович, Хачатрян Гарнік Ашотович.
Мешкав у Харкові в будинку на вулиці Шота Руставелі, № 4/20, квартира № 26. Помер у Харкові 29 квітня 1994 року.

## Творчість
Працював у галузях станкової та монументальної скульптури. Серед робіт:
портрети
- Героя Радянського Союзу Анатолія Добродецького (1965);
- Вані Минайленка (1967);
- серія «Перші комсомольці Харківщини» (1968):
  - Ф. Кубасов;
- Героя Радянського Союзу Івана Кудрі (1985);

композиції
- «Космонавт» (1962, гіпс);
- «Солдати» (1964);

монументальні роботи

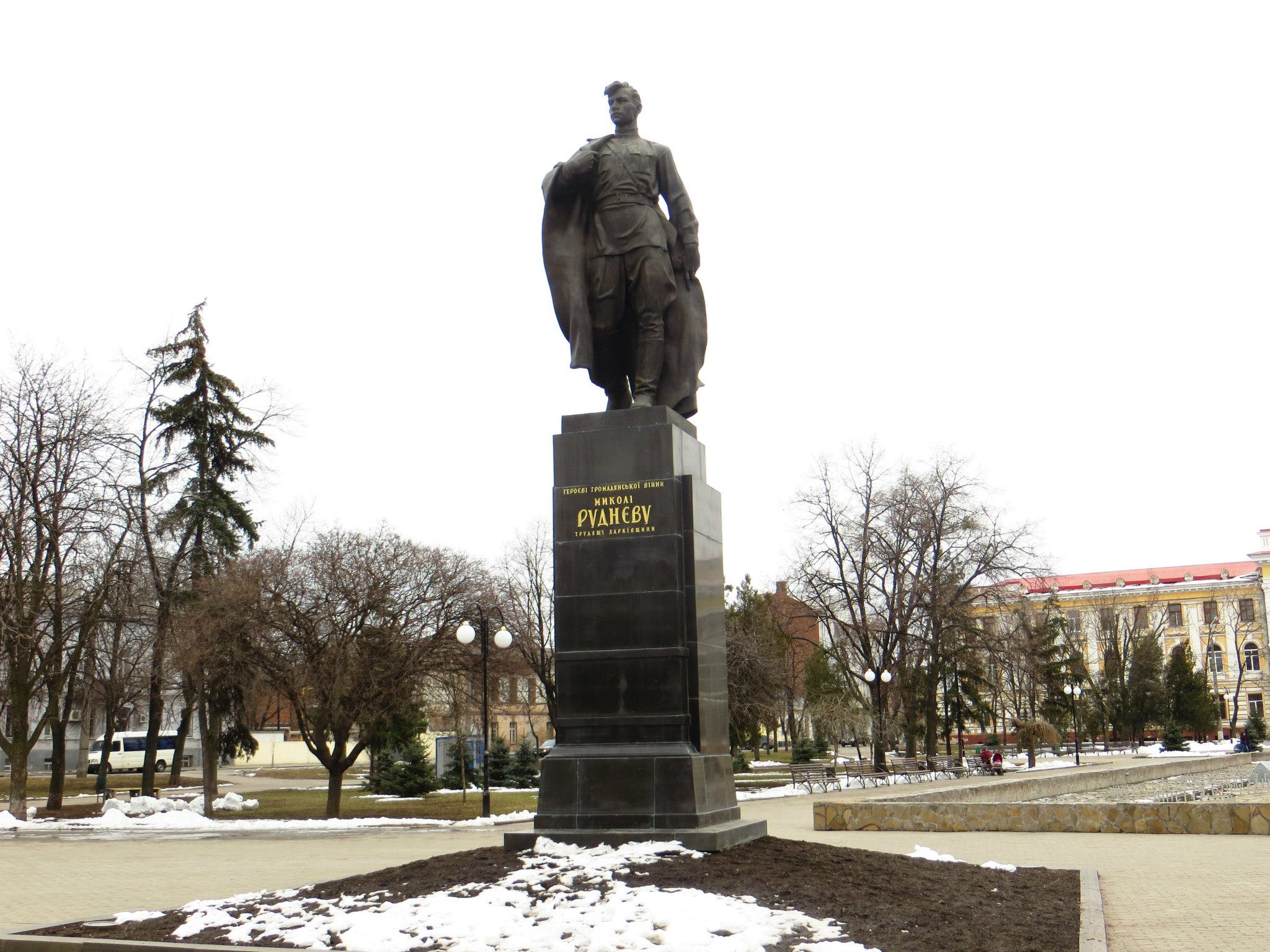
Пам'ятник Миколі Руднєву.

- пам'ятник Миколі Руднєву в Харкові (1959, бронзова статуя на постаменті з полірованого чорного граніту; знесений у квітні 2015 року[2]);
- погруддя Героя Радянського Союзу генерал-полковника авіації Євгена Преображенського в Миколаєві (1966);
- пам'ятник Сергію Грицевцю (1972).

Також автор проєктів монументів «Возз'єднання України з Росією» (1954, разом з Михайлом Шапошниковим), «Слава праці» (1962—1964), пам'ятника Антону Макаренку (1960).
Брав участь у республіканських виставках з 1967 року.